# Перейра, Дуарте Пачеко
Дуа́рте Паче́ко Пере́йра (португальское произношение: [duˈaɾt(ɨ) pɐˈʃeku p(ɨ)ˈɾejrɐ]; 1460, Лиссабон — 1533[…], Лиссабон), также известный как Португа́льский Ахилле́с — португальский капитан судна, военный, путешественник и картограф.
Путешествовал с центральной части Атлантического океана от Кабо-Верде вдоль побережья Западной Африки до Индии.

## Биография

### Ранние годы
Родился в семье Жуана Пачеко и Изабеллы Перейры. В юности служил оруженосцем короля Португалии. В 1475 году после окончания школы, получил стипендию от монарха Португалии. В 1488 году исследовал западной побережье Африки, участники экспедиции заболели лихорадкой, Перейра был спасён с острова Принсипи Бартоломеу Диашом, когда он обогнул Мыс Доброй Надежды.
После окончания экспедиции, занял пост географа при португальском монархе. В 1494 году подписал Тордесильясский договор о разделе сфер влияния Португалии и Испании.

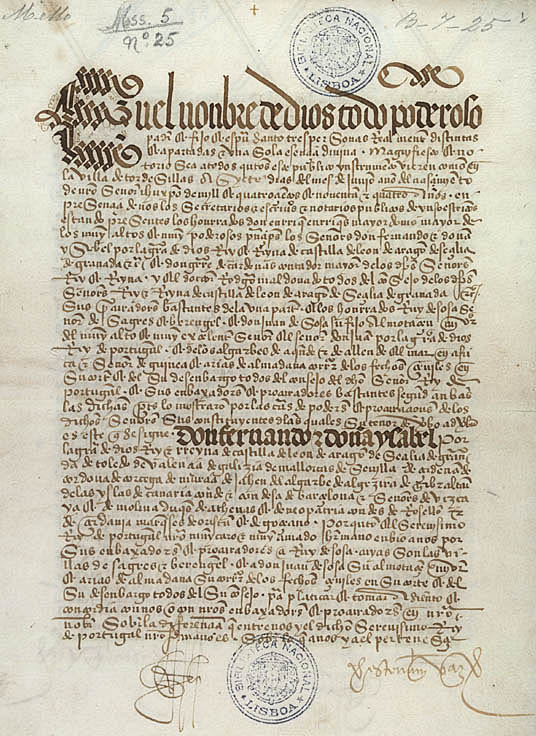
Текст Тордесильясского договора

### Индия
В 1503 году отправился в Индию как капитан корабля Espírito Santo, одного из трёх кораблей флот в экспедиции Афонсу д’ Албукерки. В 1504 был назначен командующим обороны города Кочин.
За защиту города, Пачеко был награждён золотым оружием раджи Кочина и встречен с почестями королём Мануэлом I в 1505 году.

## После Индии
На основе бортовых журналов и карт, опубликовал отчёт об исследованиях Португалии. Был губернатором форта Сан-Хорхе-да-Мина. Умер в нищете.

### Комментарии
1. ↑  Используется неправильное написание Пашеку, смотрите португальско-русскую транскрипцию
2. ↑  Впервые прозвище упоминается у поэт Луиш де Камоэнс в эпопеи Лузиады
3. ↑  Смотрите статью Битва при Кочине[англ.]